# بوب هام (لاعب كرة قدم أمريكية)
بوب هام (بالإنجليزية: Bob Hamm)‏ هو لاعب كرة قدم أمريكية أمريكي، ولد في 24 أبريل 1959 في كانساس سيتي في الولايات المتحدة.

## وصلات خارجية
- بوب هام على موقع مرجع كرة القدم المحترفة.كوم (الإنجليزية)
- بوب هام على موقع JustSportsStats.com (الإنجليزية)